# Problema «cap problema»
El problema «cap problema» (en anglès: the "No-Problem" Problem) es refereix a una faceta del biaix sistèmic, per la qual l'exclusió de les minories o de les persones o conceptes marginats es produeix perquè el problema es percep com a no un problema o que no és un problema del parlant. El terme va ser definit l'any 1990 per Deborah Rhode, que va publicar un article amb aquest títol al Yale Law Journal de 1991.
El terme, inspirat en les dificultats de les persones que s'enfronten a qüestions de classe i racials, va ser aplicat per Rhode específicament al moviment de dones com un problema de percepció, ja que "l'enfocament més tradicional ha estat reconèixer les disparitats de gènere, però negar la seva injustícia".
Vint anys més tard, Brenda Frink, del Clayman Institute for Gender Research, va revisar el problema amb el seu article The persistence of the no-problem problem. Va citar el llibre de Rhode del 2010 sobre el tema de l'aparença física de la dona, The Beauty Bias: The Injustice of Appearance in Life and Law. La idea de la percepció del problema s'havia fet un pas més enllà i s'havia destil·lat en una qüestió d'aparença física, ja que "les dones que no compleixen els ideals de bellesa cultural es troben en desavantatge en llocs de treball, sous i promocions, fins i tot quan l'aspecte no té cap relació òbvia amb rendiment".
El 2014 Ilene Fischer va escriure un bloc al Huffington Post titulat The No-Problem Problem aplicant el terme a la bretxa salarial de gènere a Microsoft.